# Gradus ad Parnassum (Clementi)
Pour les articles homonymes, voir Gradus ad Parnassum et Gradus ad Parnassum (Fux).
Gradus ad Parnassum opus 44 est un recueil de cent pièces d'exercices didactiques de dextérité pour le piano-forte de Muzio Clementi. Elles sont regroupées en trois volumes publiés en 1817, 1819 et 1826. Nombre de ces pièces sont réunies en suite de trois à six mouvements dans la même tonalité. Le titre fait référence à l'ouvrage théorique homonyme de Johann Joseph Fux publié en 1725.

## Livre premier
- exercice no 1: Veloce, en do majeur, à 4/4, doubles-croches en gammes diatoniques sur l'intervalle de quinte
- exercice no 2: Veloce, en do majeur à 4/4, doubles-croches en gammes diatoniques.
- exercice no 3: Allegro, en do majeur à 4/4 doubles-croches en gammes diatoniques.
- exercice no 4: Veloce, en sol majeur, à 4/4 tenues de secondes majeures et mineures.
- exercice no 5: Bizzarria vivace, en do majeur à 2/4 doubles-croches en gammes diatoniques.
- exercice no 6: Allegro molto vivace, en ré majeur à 4/4, thème en croches à la main droite sur la basse en doubles-croches.
- exercice no 7: Vivace non troppo, en la majeur à 3/4, doubles-croches en gammes diatoniques passant à la main droite.
- exercice no 8: Vivacissimo, en fa majeur à 3/4, doubles-croches en gammes diatoniques.